# Elena Gheorghe

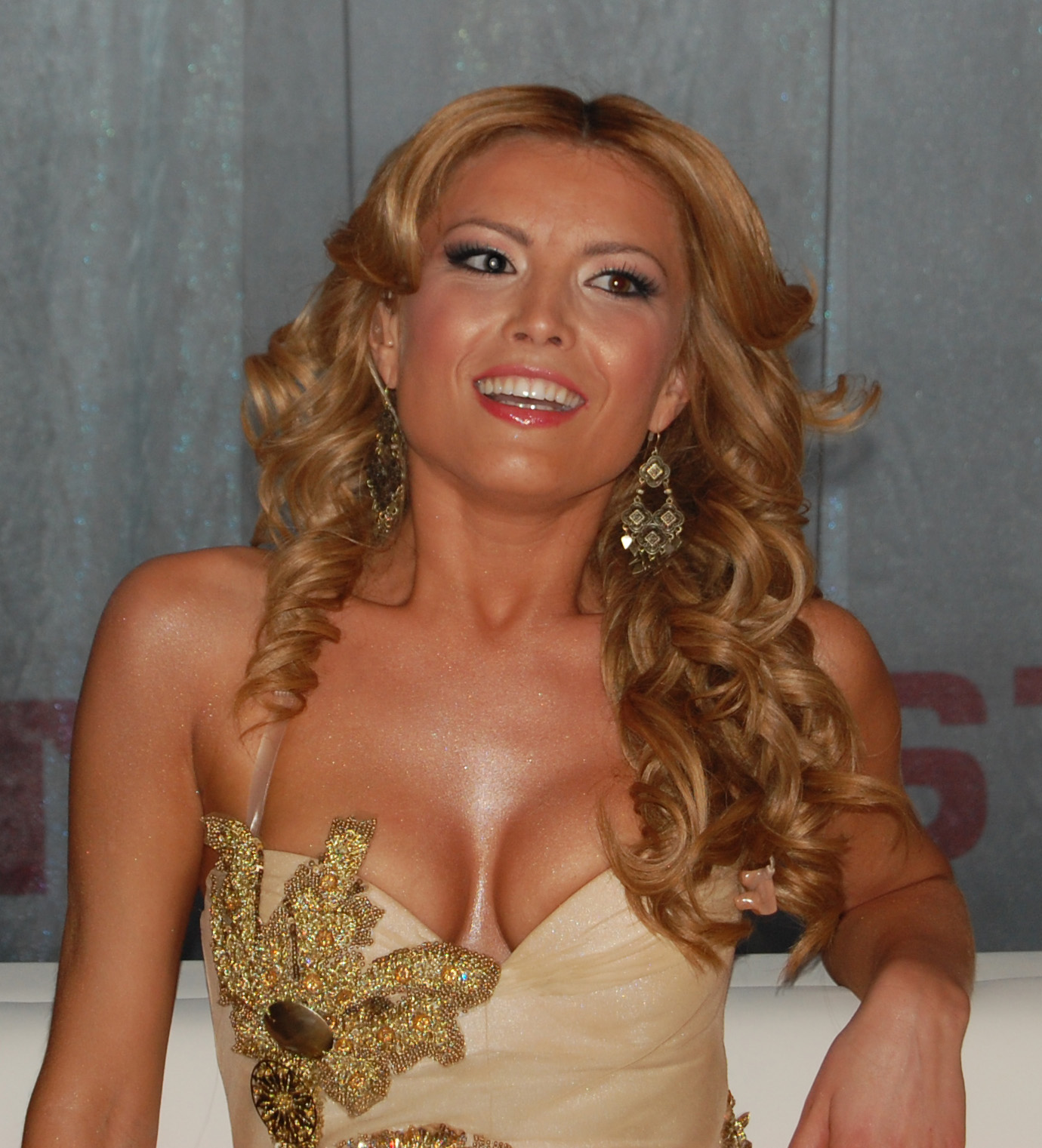
Elena Gheorghe

Elena Gheorghe, född 30 juli 1985 i Bukarest, är en rumänsk sångerska.
Den 31 januari 2009 meddelades att hon skulle representera Rumänien i Eurovision Song Contest 2009 med låten The Balkan Girls. Hon hade startnummer 14 i den första semifinalen den 12 maj i Olimpijskij Arena och kvalificerade sig vidare till finalen den 16 maj där hon slutade på nittonde plats med 40 poäng.
Sommaren 2011 förlovade hon sig med sin producent och före jul födde hon en pojke som heter Nicolas.

## Diskografi

### Album
- 2006 – Vocea ta
- 2008 – Lilicea Vreariei
- 2008 – Te ador
- 2012 – Disco Romancing